# Bruce Bowen
Bruce Eric Bowen Jr. (Merced, California; 14 de junio de 1971) es un exjugador de baloncesto estadounidense que jugó 13 temporadas en la NBA. Con 2,01 metros de estatura, jugaba en la posición de alero o escolta.

## Trayectoria deportiva

### Universidad
Bowen jugó cuatro años con los Titans de la Universidad Estatal de California en Fullerton, apareciendo en 101 partidos y promediando 11,4 puntos por partidos y 5,8 rebotes. 
Promedió 16,3 puntos, 6,5 rebotes y 2,3 asistencias en la temporada 1992-93, su año sénior, en el que jugó 27 partidos. Fue nombrado en el mejor quinteto de la Conferencia All-Big West. 
Acabó como el 12.º jugador que más puntos ha anotado en la historia de su universidad (1.155) y el séptimo en rebotes (559).

### Profesional

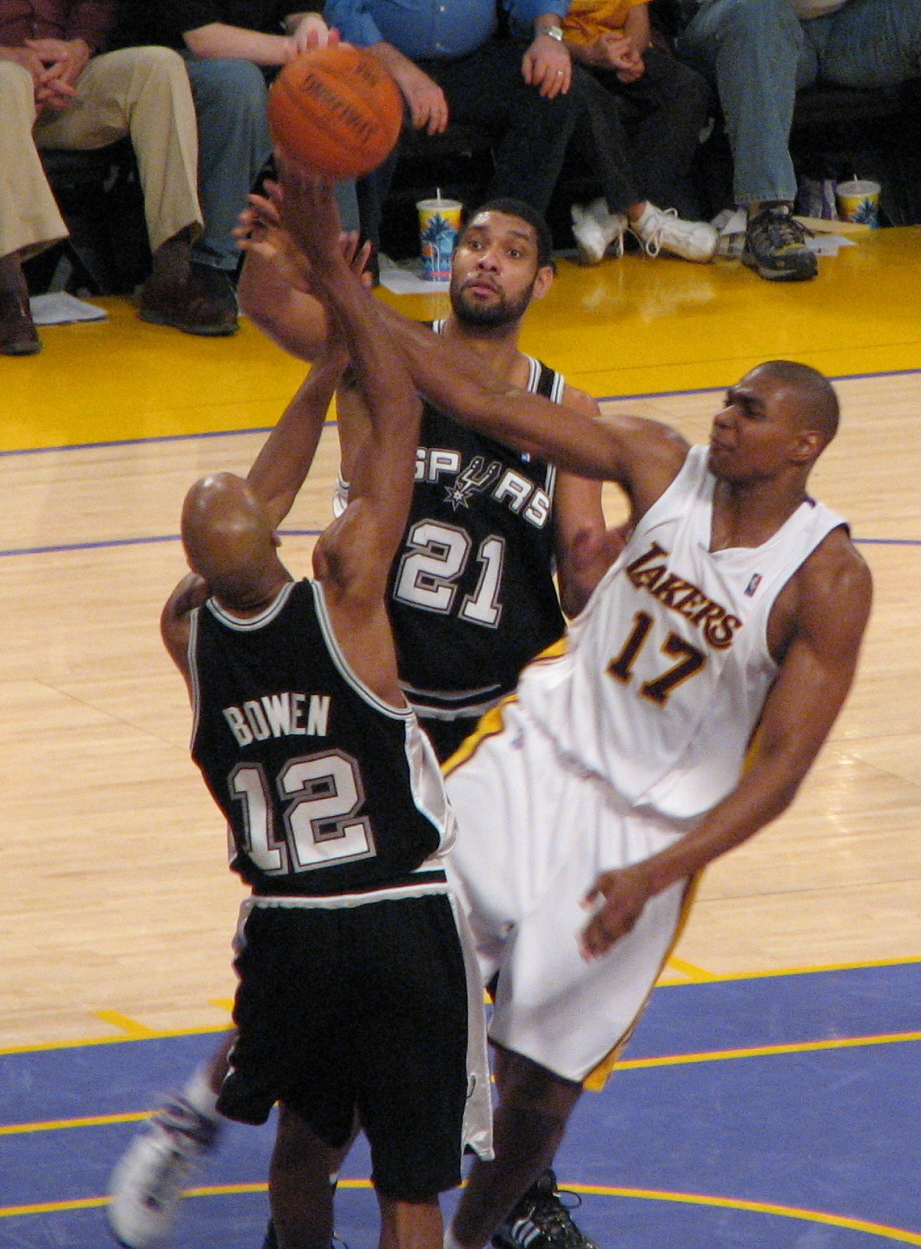
Bowen, poniendo un tapón ante los Lakers.

Tras jugar en la CBA durante un tiempo, su paso a la NBA fue complicado, jugando en varios equipos en un corto espacio de tiempo. Boston Celtics, Miami Heat y Philadelphia 76ers fueron sus destinos antes de llegar a San Antonio Spurs en 2001, donde gracias a su juego defensivo se hizo un lugar en el quinteto titular junto a David Robinson, Tim Duncan, Manu Ginóbili y Tony Parker. 
Ganó los campeonatos de 2003, 2005 y 2007 con los Spurs.
Bowen fue un asiduo interviniente en los quintetos defensivos que se premian a final de temporada. En 2001, 2002 y 2003 fue nombrado para el segundo, mientras que en 2004, 2005 y 2006 lo fue para el primero.
Tras ocho temporadas en San Antonio, el 23 de junio de 2009, Bowen fue traspasado a Milwaukee Bucks junto con Kurt Thomas y Fabricio Oberto a cambio de Richard Jefferson.

### Retirada
El 3 de septiembre de 2009 anunció su retirada de las canchas, a sus 38 años puso punto final a su carrera deportiva.
En enero de 2012 los San Antonio Spurs, el equipo donde ganó tres anillos de la NBA, anuncia que le retiran la camiseta con el dorsal número doce. Bowen fue una pieza fundamental en esos títulos, sobre todo a nivel defensivo, defendiendo siempre al jugador más activo del rival.

## Estadísticas de su carrera en la NBA
|  | Denota temporadas en las que ganó el Campeonato de la NBA |

### Temporada regular
| Año     | Equipo       | PJ  | PT  | MPP  | %TC  | %3P  | %TL  | RPP | APP | ROB | TPP | PPP |
| ------- | ------------ | --- | --- | ---- | ---- | ---- | ---- | --- | --- | --- | --- | --- |
| 1996–97 | Miami        | 1   | 0   | 1.0  | .000 | .000 | .000 | .0  | .0  | .0  | 1.0 | .0  |
| 1997–98 | Boston       | 61  | 9   | 21.4 | .409 | .339 | .623 | 2.9 | 1.3 | 1.4 | .5  | 5.6 |
| 1998–99 | Boston       | 30  | 1   | 16.5 | .280 | .269 | .458 | 1.7 | .9  | .7  | .3  | 2.3 |
| 1999–00 | Philadelphia | 42  | 0   | 7.4  | .356 | .500 | .500 | .9  | .4  | .2  | .1  | 1.4 |
| 1999–00 | Miami        | 27  | 2   | 21.0 | .380 | .464 | .613 | 2.2 | .7  | .5  | .4  | 5.1 |
| 2000–01 | Miami        | 82  | 72  | 32.7 | .363 | .336 | .609 | 3.0 | 1.6 | 1.0 | .6  | 7.6 |
| 2001–02 | San Antonio  | 59  | 59  | 28.8 | .389 | .378 | .479 | 2.7 | 1.5 | 1.0 | .4  | 7.0 |
| 2002–03 | San Antonio  | 82  | 82  | 31.3 | .466 | .441 | .404 | 2.9 | 1.4 | .8  | .5  | 7.1 |
| 2003–04 | San Antonio  | 82  | 82  | 32.0 | .420 | .363 | .579 | 3.1 | 1.4 | 1.0 | .4  | 6.9 |
| 2004–05 | San Antonio  | 82  | 82  | 32.0 | .420 | .403 | .634 | 3.5 | 1.5 | .7  | .5  | 8.2 |
| 2005–06 | San Antonio  | 82  | 82  | 33.6 | .433 | .424 | .607 | 3.9 | 1.5 | 1.0 | .4  | 7.5 |
| 2006–07 | San Antonio  | 82  | 82  | 30.0 | .405 | .384 | .589 | 2.7 | 1.4 | .8  | .3  | 6.2 |
| 2007–08 | San Antonio  | 81  | 81  | 30.2 | .407 | .419 | .652 | 2.9 | 1.1 | .7  | .3  | 6.0 |
| 2008-09 | San Antonio  | 80  | 10  | 18.9 | .422 | .429 | .538 | 1.8 | .5  | .4  | .2  | 2.7 |
| Total   | Total        | 873 | 644 | 27.6 | .409 | .393 | .575 | 2.8 | 1.2 | .8  | .3  | 6.1 |

### Playoffs
| Año     | Equipo      | PJ  | PT  | MPP  | %TC  | %3P  | %TL   | RPP | APP | ROB | TPP | PPP |
| ------- | ----------- | --- | --- | ---- | ---- | ---- | ----- | --- | --- | --- | --- | --- |
| 1999–00 | Miami       | 10  | 0   | 15.7 | .370 | .227 | .625  | 1.0 | .8  | .7  | .4  | 3.5 |
| 2000–01 | Miami       | 3   | 3   | 19.3 | .313 | .250 | .000  | .7  | .7  | .7  | .7  | 4.0 |
| 2001–02 | San Antonio | 10  | 10  | 34.5 | .410 | .440 | .500  | 3.3 | 1.4 | 1.1 | .7  | 6.8 |
| 2002–03 | San Antonio | 24  | 24  | 31.3 | .372 | .438 | .548  | 2.9 | 1.6 | .8  | .7  | 6.9 |
| 2003–04 | San Antonio | 10  | 10  | 29.8 | .365 | .379 | .231  | 2.9 | 1.0 | .4  | .3  | 6.0 |
| 2004–05 | San Antonio | 23  | 23  | 35.4 | .359 | .433 | .647  | 2.9 | 1.6 | .5  | .6  | 5.7 |
| 2005–06 | San Antonio | 13  | 13  | 34.0 | .525 | .500 | .500  | 2.2 | 1.2 | .9  | .6  | 6.2 |
| 2006–07 | San Antonio | 20  | 20  | 34.5 | .395 | .446 | .500  | 4.1 | 1.3 | 1.4 | .2  | 6.5 |
| 2007–08 | San Antonio | 17  | 17  | 29.9 | .398 | .407 | .727  | 1.9 | 1.4 | .6  | .3  | 6.1 |
| 2008–09 | San Antonio | 5   | 2   | 26.0 | .538 | .556 | 1.000 | 3.0 | .6  | .6  | .0  | 4.2 |
| Total   | Total       | 135 | 122 | 31.0 | .394 | .422 | .553  | 2.7 | 1.3 | .8  | .5  | 6.0 |